# Shosholoza
A shosholoza egy hagyományos dél-afrikai (ndebele) népdal. A dalt több helyen énekelték hagyományosan. Férfiak munka közben, úgy, hogy éneklés közben hívták egymást és válaszoltak rá.
A dal különböző művészek által lett feldolgozva, többek között Helmut Lotti, Ladysmith Black Mambazo, PJ Powers, The Glue, Soweto Gospel Choir, Peter Gabriel és Drakensberg Fiúkórus.
A dal további népszerűségre tett szert, amikor a Dél-afrikaiak megnyerték az 1995-ös rögbi-világbajnokságot. Ezt a dalt énekelte a dél-afrikai labdarúgó-válogatott, ahogy jött be a pályára, hogy megnyissa a 2010-es labdarúgó-világbajnokságot.
A szó azt jelenti, Shosholoza-előre, illetve azt, hogy a következő ember jön, de maga a szó a gőzmozdonyra emlékeztet. A dalt eredetileg a ndebele munkavállaló Dél-Afrikából hazautazva énekelte.
A dal Zimbabwe-ből ered. A dalnak címét Team Shosholoza adta, az első afrikai versenyző az Amerikai kupán, valamint a Shosholoza Meyl, a távolsági személyszállító vonat egy szerelője.
A dal eredeti szövege:
```
   Shosholozah
   Shosholozah
   Ku lezontabah
   Stimela siphum' eSouth Africa
   Shosholozah
   Shosholozah
   Ku lezontabah
   Stimela siphum' eSouth Africa
   Wen' uyabalekah
   Wen' uyabalekah
   Ku lezontabah
   Stimela siphum' eSouth Africa
```

Fordítása:
```
   Előre
   Előre
   Ezek a hegyek
   Ez a vonat Dél-Afrikából.
   Előre
   Előre
   Menekülök
   Menekülök
   Ezek a hegyek
   Ez a vonat Dél-Afrikából.
```